# Panzerzug Ślązak
Der Panzerzug Ślązak (deutsch: Schlesisch) war ein improvisierter polnischer Panzerzug während des dritten schlesischen Aufstandes von 1921.

## Geschichte
Als am 2. Mai 1921 der dritte schlesische Aufstand begann, setzten die Aufständischen eine größere Anzahl an Panzerzügen ein, darunter auch den Panzerzug Ślązak. Er wurde ab dem 10. Mai 1921 gebildet und war ab dem 13. Mai schon im Einsatz. Da dieser Panzerzug noch vor dem 1. Juni 1921 in den neuen Panzerzug Ułan eingegliedert wurde, erhielt er keine Nummer.

## Technische Daten

### Lokomotiven

Ungepanzerte Preußische G 5.4

Die genutzte Dampflokomotiven des Panzerzug Ślązak, welche später auch beim Panzerzug Ułan genutzt wurde, war eine vollgepanzerte Preußische G 5.4. Um welche Lokomotive es sich genau handelte, kann nicht bestimmt werden, da in den Quellen nur die Nummer 4205 angegeben wird. Ob es sich um die Hannover 4205, die Altona 4205, die Frankfurt 4205 oder die Stettin 4205 handelt, kann nicht bestimmt werden.

### Artilleriewagen
Der Panzerzug Ślązak verfügte über einen Artilleriewagen. Dieser war ein zweiachsiger gedeckter Güterwagen aus Holz mit der Seriennummer Gg 16770. Der Wagen wurde 1920 in Warschau umgebaut und erhielt eine Panzerung aus Beton und eine Verkleidung aus Holzbrettern im Inneren. Als Bewaffnung verfügte der Wagen über eine österreichische 8-cm-Kanone M.5/8. Ursprünglich zugewiesen wurde der Wagen dem Panzerzug Generał Iwaszkiewicz und ging später zum Panzerzug Ułan.

### Sturmwagen
Weiterhin verfügte der Panzerzug Ślązak über zwei Sturmwagen. Diese warén für den Transport von Infanterie vorgesehen, welche ausbooten und den Feind angreifen oder den Zug verteidigen konnten. Die Sturmwagen waren ursprünglich gedeckte Güterwagen aus Holz mit einer Panzerzug aus Beton. Die Seriennummer des ersten Wagens lautete Gm 11036. Der zweite Wagen wurde vorher beim Panzerzug Rozwadowczyk eingesetzt und hatte die Seriennummer Grf 115674. Auch diese beiden Wagen wurde ab Juni 1921 beim Panzerzug Ułan eingesetzt.

### Abstoßwagen
Am Anfang und Ende des Zuges befand sich je ein zweiachsiger Flachwagen, welche als Abstoßwagen genutzt wurden. Diese sollte als erstes auf mögliche Minen oder beschädigte Gleise auffahren und somit den Panzerzug schützen. Zusätzlich wurde Material für den Gleisbau darauf transportiert.

## Einsatz
Ab dem 13. Mai 1921 wurde der Panzerzug Ślązak bei der Schlacht um Sankt Annaberg eingesetzt. Ab dem 23. Mai patrouillierte er auf der Eisenbahnstrecke zwischen Szymiszów und Kamień. Ende Mai 1921 wurde der Panzerzug offiziell außer Dienst gestellt. Nahezu alle Teile wurden im neuen Panzerzug Ułan genutzt.

## Zugpersonal
- Zugkommandant Oberleutnant Jerzy Kobylinski (Mai 1921)[1]

## Zugzusammensetzung
Die Zusammensetzung des Zuges wird von vorne nach hinten aufgeführt.
- Abstoßwagen
- Artilleriewagen (Seriennummer: Gg 16770)
- Sturmwagen (Seriennummer: Gm 11036)
- Panzerzuglokomotive
- Sturmwagen (Seriennummer: Grf 115674)
- Abstoßwagen